# Gaujonia vaunigrum
Gaujonia vaunigrum är en fjärilsart som beskrevs av George Francis Hampson 1913. Gaujonia vaunigrum ingår i släktet Gaujonia och familjen Pantheidae. Inga underarter finns listade i Catalogue of Life.